# Pepe der Frosch
Pepe der Frosch, im amerikanischen Original bekannt unter der Bezeichnung Pepe the Frog, ist ein Internetphänomen. Die grüne menschenähnliche Froschfigur wurde 2005 von Comiczeichner Matt Furie erschaffen und wird seitdem abgewandelt auf verschiedenen sozialen Netzwerken und Imageboards etwa als satirische Antwort oder in Comicstrips verwendet.
Zusammen mit dem assoziierten Ausspruch „feels good man“ (sinngemäß fühlt sich gut an) wurde die zunächst harmlose Comic-Figur zu einem Internet-Meme, das insbesondere seit seiner Verwendung durch die Alt-Right-Bewegung im U.S.amerikanischen Präsidentschaftswahlkampf 2016 mit ambivalenten Werten verbunden ist.

## Geschichte

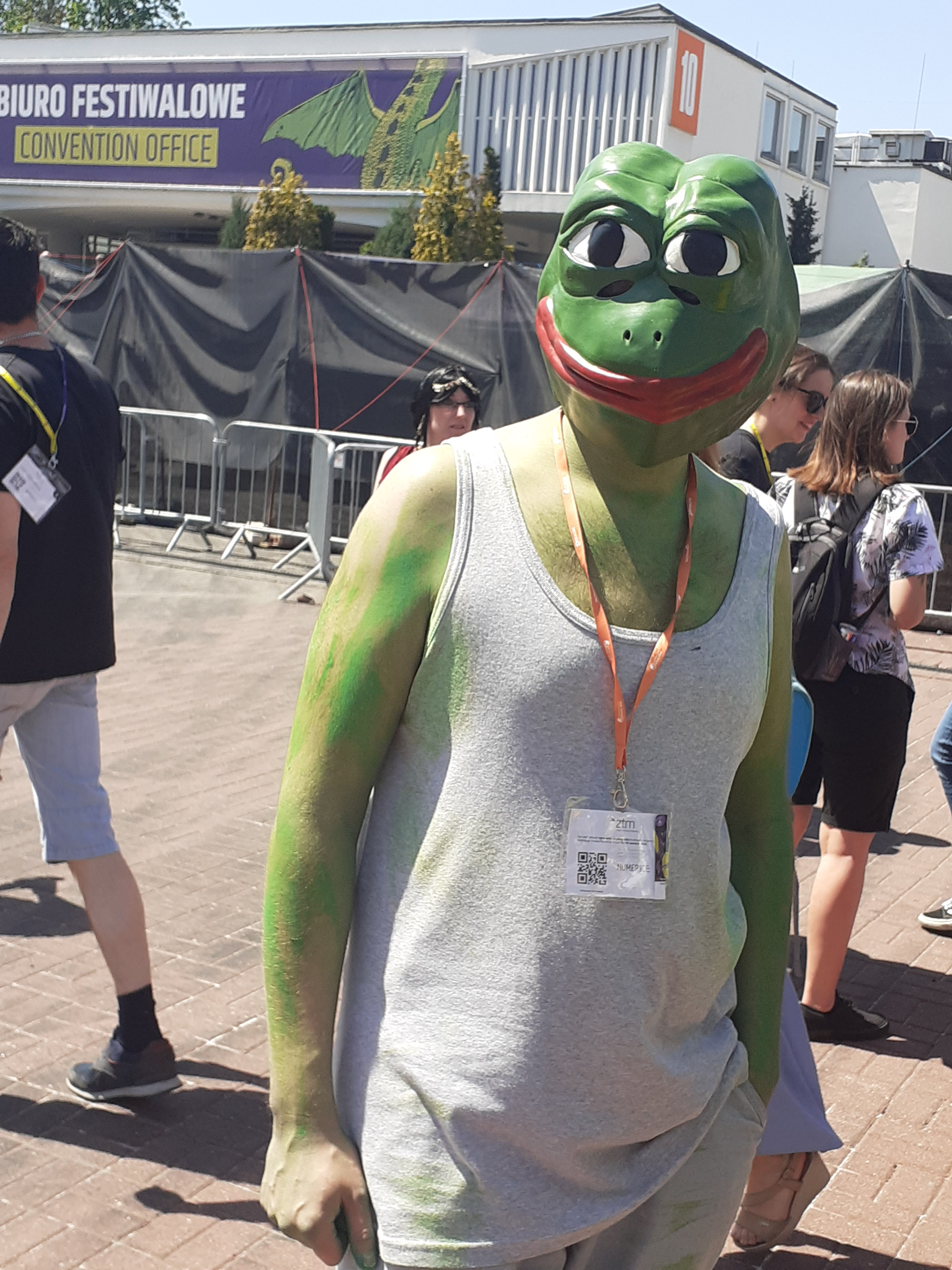
Pepe der Frosch (Cosplay)

Der in Los Angeles lebende Matt Furie veröffentlichte 2005 im Webcomic Boy’s Club eine Zeichnung einer Froschfigur mit der Sprechblase „feels good man“. 2006 erschien die gedruckte Ausgabe des Comics. Der ursprüngliche Charakter war unpolitisch. In den folgenden Jahren tauchten auf Webseiten wie 4chan und reddit abgewandelte, teilweise auch rassistische, Versionen auf. Als erstes Bild auf 4chan gilt dabei ein 2008 hochgeladener Pepe beim Urinieren mit den Worten Feels good man.
Im Oktober 2014 begannen Benutzer des Imageboards 4chan, auch sammelkartenartig aussehende eigene Pepe-Bilder als Rare Pepe (seltener Pepe) hochzuladen, die teilweise durch Wasserzeichen „geschützt“ sind. Auch weitere häufig verwendete Pepe-Bildarten existieren als Untergruppe des Pepe-Phänomens neben Feels good man und Rare Pepe, etwa ein trauriger Pepe als Sad Frog und ein wütender Pepe als Angry Pepe.
Während des US-Präsidentschaftswahlkampfes 2016 wurden Pepe-Bilder bei Twitter, Facebook und anderen sozialen Medien häufiger von Unterstützern des republikanischen US-Präsidentschaftskandidaten Donald Trump und der Alt-Right genutzt. Im September 2016 bezeichneten in diesem Kontext das Wahlkampfteam der demokratischen Kandidatin Hillary Clinton und die Anti-Defamation League den Frosch in dieser Verwendung als ein rassistisches Hasssymbol.
Schließlich wurde Pepe auch in Deutschland als Szene-Erkennungszeichen der rechtsextremen Identitären Bewegung verwendet.
2019 tauchte der Frosch Pepe als Maskottchen der Protestbewegung in Hongkong  auf.
Im Jahr 2020 erschien der Dokumentarfilm Feels Good Man, der die Versuche des Pepe-Schöpfers Matt Furie zeigt, seine Comicfigur der Verwendung durch politische Aktivisten zu entziehen.